# Stolnica v Geraceju
Stolnica v Geraceju (Duomo di Gerace) je normanska nekdanja škofovska cerkev v Geraceu (dežela Kalabrija) v Italiji. Z dolžino 73 m in širino 26 m je največja cerkev v Kalabriji.
Cerkev ima zdaj status sostolnice škofije Locri-Gerace in je leta 2018 prejela naziv manjša bazilika. Posvečena je Marijinemu vnebovzetju kot Santa Maria Assunta.

## Zgodovina
Na visoki planoti nad morjem je bila normanska stolnica v vzhodnem delu zgrajena nad manjšo, starejšo grško-bizantinsko jamsko cerkvijo, ki sama verjetno izvira iz starogrškega bogoslužja. Jamska cerkev je središče cerkvene kripte, dostopne v tleh, nad katero se dvigata kor in transept stolnice. Normanska triladijska cerkev je bila zgrajena z uporabo starodavnih stebrov in kapitelov, ki so vsi različni in prihajajo iz dolinskega območja regije Locri. Po stebrnem napisu je bila cerkev prvič posvečena na veliko noč leta 1045. Nova posvetitev kot rezultat obnovitvenih del po potresni škodi se je zgodila leta 1222, verjetno v navzočnosti cesarja Friderika II.

## Arhitekturni opis in sedanja dela
Od zunaj je verski objekt v romanskem slogu videti kot utrdba zaradi mogočnega apnenčastega zidu, iz katerega štrlita dve od treh polvaljastih apsid. Na osrednji apsidi je lesen portal iz 19. stoletja s koncentričnimi loki, nad katerim je okno. Leva, manjšega premera, ima dolgo režo. Nad apsidama sta dve okrogli razprti okni. Velik neoklasicističen zvonik ima kvadratni del, nedokončan. Notranjost cerkve se predstavlja kot velika bazilikalna soba z velikim izstopajočim transeptom in s povezavo, ki ustreza osrednji ladji, skoraj kvadratnim korom, ki zaključuje lik latinskega križa. Tri velike ladje, ki sestavljajo najdaljši krak križa, so ločene z dvema vrstama desetih stebrov, nažlebljenih ali gladkih, iz polikromiranega marmorja in granita, ki se razlikujejo po kakovosti in velikosti. Dve vrsti stebrov sta ločeni v skupine po pet z velikim ojačitvenim stebrom, ki je prvotno razmejeval položaj zaključnih balustrad schola cantorum. Stebri izvirajo iz glavnih vil v marini (Locri, ki je zdaj izginil, se je imenoval Pagliopoli, starodavno mesto), medtem ko so kapiteli delno starodavni in delno obnovljeni. Nad močnimi okroglimi loki izstopajo temni odtenki lesenega stropa v nasprotju z belimi stenami.
Glavni oltar v baročnem slogu sta s polikromiranim marmorjem ustvarila brata Catania Antonino in Giuseppe Palazzotto v sodelovanju z umetnikom iz Messine Amatom. V notranjosti stolnice je tudi nekaj nagrobnih spomenikov, vključno s sarkofagom grofa Giovannija Battista Caracciola in gotsko kapelo sv. Zakramenta iz leta 1431 in številni sakralni predmeti, delno shranjeni v sugestivni bizantinski kripti, do katere se lahko dostopa z levega kraka transepta (ali neposredno s Piazza Tribuna). Posebno pozornost si zasluži tudi relief Nejeverje svetega Tomaža, delo Gaginijevih iz leta 1535. Bizantinski vpliv je očiten tako v predelu transepta, ki štrli iz stranskih ladij. Glavo križa pokriva kupola prizme. Od treh apsid je severni korpus originalen, drugi dve sta predelavi iz 15. stoletja, ki so ju izvedli grofje Caracciolo po katastrofalnem potresu. Cerkev (od leta 1100 stolnica) je prototip normanskih cerkva na Siciliji.
V notranjosti stolnice, najverjetneje na stebru med glavnim oltarjem in stranskim oltarjem na severu, je bila mozaična upodobitev Kristusa, ob katerem sta bila na levi Rogerij II. Sicilski, na desni pa mestni škof Leonzio (umrl ok. leta 1143). To delo je bilo uničeno v začetku 18. stoletja po volji takratnega škofa Dieza.